# كيم جونغ-مين
كيم جونغ-مين هو سياسي كوري جنوبي، ولد في 12 مايو 1964 في نونسان في كوريا الجنوبية. نشط حزبياً في الحزب الديمقراطي الكوري. وقد انتخب عضو الجمعية الوطنية الكورية الجنوبية ‏ عن دائرة Nonsan–Gyeryong–Geumsan ‏ خلال فترته النيابية ‏ (30 مايو 2020 – ) وانتخب عضو الجمعية الوطنية الكورية الجنوبية ‏ عن دائرة Nonsan–Gyeryong–Geumsan ‏ خلال فترته النيابية ‏ (30 مايو 2016 – ).